# 1932년 전국체육대회 역도
1932년 전국체육대회 역도는 일제강점기 조선 경성부에서 개최된 1932년 전국체육대회의 경기 종목이다. '제3회 전조선역기대회'로 개최되었으며 1932년 12월 10일에 하세가와 공회당에서 개최되었다.

## 대회 진행
역도 종목은 1932년 12월 10일에 일제강점기 조선 경성부에 있는 하세가와 공회당에서 개최되었다. 경경량급, 경량급, 중량급, 경중량급 등 4개 세부 종목으로 진행었으며, 각 종목별로 이덕흥, 김용성, 송학준, 김희학이 우승했다.

## 경기 결과

### 경경량급
| 순위 | 선수   | 소속 | 점수 |
| ---- | ------ | ---- | ---- |
| 1    | 이덕흥 | 불명 | 465  |
| 2    | 최금석 | 불명 | 460  |
| 3    | 강춘성 | 불명 | 450  |

### 경량급
| 순위 | 선수   | 소속 | 점수 |
| ---- | ------ | ---- | ---- |
| 1    | 김용성 | 불명 | 660  |
| 2    | 박명준 | 불명 | 580  |
| 2    | 이규환 | 불명 | 580  |

### 중량급
| 순위 | 선수   | 소속 | 점수 |
| ---- | ------ | ---- | ---- |
| 1    | 송학준 | 불명 | 635  |
| 2    | 최상두 | 불명 | 500  |
| 3    | 장형식 | 불명 | 470  |

### 경중량급
| 순위 | 선수   | 소속 | 점수 |
| ---- | ------ | ---- | ---- |
| 1    | 김희학 | 불명 | 550  |

## 참고 문헌
- 대한체육회 (1990). 《대한체육회 70년사》.
- 대한체육회 (2011). 《대한체육회 90년사》.
- “제13회 전국체육대회 역도 경기 결과”. 대한체육회.